# Gerhard Voss (Musiker)
Gerhard Ernst Voss (* 17. Dezember 1939 in Burscheid) ist ein deutscher Geiger. Von 1975 bis 2005 lehrte er an der Musikhochschule Stuttgart Violine und Kammermusik. Voss spielte die zweite Geige im Melos Quartett.

## Leben und künstlerisches Wirken
Gerhard Voss war 1965 Gründungsmitglied des Melos Quartetts, das er im Jahr 1993 verließ. Er spielt eine Geige von Giovanni Battista Rogeri.
Ab 1975 war Gerhard Voss als Dozent für Streichquartettspiel und von 1980 bis 2005 als Professor für Geige und Kammermusik an der Musikhochschule Stuttgart tätig.
Gemeinsam mit seiner Ehefrau Brigitte Dürr-Voss betreibt Gerhard Voss in den Wirtschaftsgebäuden des Mühlhausener Wasserschlosses eine Musikgalerie.

## Ehrungen und Auszeichnungen
- 1966: Gewinner des Internationalen Genfer Musikwettbewerbs mit dem Melos Quartett
- 1967: Preisträger des Villa-Lobos-Wettbewerbs in Rio de Janeiro mit dem Melos Quartett
- 1990: Bundesverdienstkreuz der Bundesrepublik Deutschland

## Veröffentlichungen
- Gerhard Voss: Sieben Jahre Musikgalerie Mühlhausen, Würm: ein persönlicher Bericht. In: Der Enzkreis Jahrbuch 7, Juli 1997, Seite 109 bis 113
- Gerhard Voss: Zehn Jahre Musikgalerie Mühlhausen, Würm: Ein persönlicher Bericht von Gerhard Voss. auf musikgalerie-voss.de, abgerufen am 13. Dezember 2002